# 21509 Lucascavin
21509 Lucascavin (1998 KL35) là một tiểu hành tinh vành đai chính được phát hiện ngày 22 tháng 5 năm 1998 bởi Nhóm nghiên cứu tiểu hành tinh gần Trái Đất phòng thí nghiệm Lincoln ở Socorro, New Mexico.